# Олівія Колман
Командор (CBE) Са́ра Ке́ролайн Олі́вія Ко́лман (Сі́нклер) (англ. Sarah Caroline Olivia Colman-Sinclair; нар. 30 січня 1974, Норвіч, Велика Британія) — англійська акторка, що вперше стала відомою завдяки другорядній ролі персонажа Софі Чепмен у комедійному серіалі «Піп Шоу» (2003—2015). Також вона грала у комедійних серіалах «Зелене крило» (2004—2006), «Гарні люди»(2008—2009), «Rev.» (2010—2014) та «Двадцять Дванадцять» (2011—2012).
Її досягнення у драматичному жанрі отримали визнання критиків. Серед її перших відмічених пресою кіноролей такі: Керол Тетчер у «Залізній леді» (2011), Ханна у «Тиранозаврі» (2011), Королева Єлизавета, мати Королеви у «Гайд Парк на Гудзоні» (2012). Є володаркою трьох відзнак премії BAFTA у телебаченні. У 2019 році отримала премію «Оскар» у номінації «Найкраща акторка» за роль королеви Анни у фільмі «Фаворитка».

## Раннє життя та освіта
Народилася в Норвічі 30 січня 1974 року, у родині медсестри Мері (Лікі) та дипломованого геодезиста Кіта Колмана. Вона здобула приватну освіту в середній школі Норвіча для дівчат. Вперше Колман отримала роль у 16 років, це була роль Джин Броді в шкільній постановці «Розквіт міс Джин Броді». У 1995 році під час навчання в Кембриджі вона знялася в серіалі «Слово» для Channel 4 у під своїм псевдонімом «Коллі», пройшла прослуховування в драматичному клубі Footlights Cambridge University.
Колман взяла інше сценічне ім'я, коли почала працювати професійно, тому що «Equity» (профспілка акторів Великої Британії) вже мала акторку на ім'я Сару Колман. «Одну з моїх найкращих подруг в університеті звали Олівія, і мені завжди дуже подобалось її ім'я, — сказала Колман The Independent у 2013 році. — Мене ніколи не називали Сарою; мене завжди кликали моїм прізвиськом, Коллі, тому це було не так жахливо, що мене не зватимуть Сарою».
У липні 2018 року Колман була суб'єктом британської програми генеалогії «Хто ви думаєте, що ви є?». Хоча вона очікувала, що її родовід буде пов'язаний переважно з Норфолком, виявилося, що її четвертий прадід Річард Кемпбелл Базетт народився на острові Святого Єлени і працював у Лондоні на службі у Східноіндійській компанії. Чарльз Базетт, третій прадід Колман, одружився з Гарріот Слессор. Дослідники виявили, що вона народилася в індійському місті Кішангандж, втратила батька-британця у віці трьох років і здійснила подорож до Англії. Проїзд Слессор оплатила її бабуся по батьковій лінії. В епізоді висловлювалася думка, що мати Слессор може бути індійського походження, але не були представлені докази. Після виходу епізоду Беркширська архівна служба опублікувала заповіт матері Слессор; її звали Серафіна Донклере (очевидно, європейського походження), і вона померла в 1810 році.

## Особисте життя
Під час виступу в театральній постановці «Table Manners» Сера Алана Ейкборна у кінці 1990-х років в колективі «Footlights», Колман познайомилася з Едом Сінклером, студентом третього курсу юридичного факультету, який втратив інтерес до правознавства і віддавав перевагу письменницькій діяльності. Колман і Сінклер одружилися у серпні 2001 року, і у них троє дітей. Вони проживають у Герн Гілл, на південному сході Лондона.
З 2013 року Колман є членом журі Норвічського кінофестивалю. У серпні 2014 року вона стала однією із 200 громадських діячів, які підписали лист до газети «The Guardian», проти незалежності Шотландії перед референдумом у вересні 2014 року з цього питання. У інтерв'ю для «The Sunday Times» у листопаді 2019 року, розповідаючи про свою роль королеви Єлизавети II у серіалі «Корона», Колман описала себе як «лівого монархіста», раніше бувши прихильником республіканства протягом усього життя. Вона також підписала відкритий лист у листопаді 2020 року, засуджуючи насильство та дискримінацію проти трансжінок.

## Фільмографія

### Фільми
| Рік  | Фільм                                                 | Роль                                      | Примітки                                  |
| ---- | ----------------------------------------------------- | ----------------------------------------- | ----------------------------------------- |
| 2004 | Теркель і Халепа                                      | Мати Теркеля                              |                                           |
| 2005 | Zemanovaload                                          | Телепродюсер                              |                                           |
| 2005 | One Day                                               | Мати Іяна                                 | Короткометражка                           |
| 2006 | Confetti                                              | Джоанна                                   |                                           |
| 2007 | Круті фараони                                         | Доріс Тетчер                              |                                           |
| 2007 | Grow Your Own                                         | Еліс                                      |                                           |
| 2007 | I Could Never Be Your Woman                           | Перукарка                                 |                                           |
| 2007 | Dog Altogether                                        | Аніта                                     | Короткометражка                           |
| 2009 | Le Donk & Scor-zay-zee                                | Олівія                                    |                                           |
| 2011 | Тиранозавр                                            | Ханна                                     |                                           |
| 2011 | Позичайка Аріетті                                     | Гомілі                                    |                                           |
| 2011 | Залізна Леді                                          | Керол Тетчер                              |                                           |
| 2012 | Hyde Park on Hudson                                   | Королева Єлизавета (згодом мати Королеви) |                                           |
| 2013 | Даю рік                                               | Сімейний психотерапевт                    |                                           |
| 2014 | Лок                                                   | Бетан                                     | Голос                                     |
| 2014 | Cuban Fury                                            | Сем                                       |                                           |
| 2014 | Pudsey the Dog: The Movie                             | Конячка Неллі                             | Голос (Велика Британія)                   |
| 2014 | Thomas & Friends: Tale of the Brave                   | Маріон                                    | Голос (Велика Британія/США)               |
| 2015 | Лобстер                                               | Менеджер готелю                           |                                           |
| 2015 | Thomas & Friends: Sodor's Legend of the Lost Treasure | Маріон                                    | Головна роль; Голос (Велика Британія/США) |
| 2015 | Лондон Роуд                                           | Джулі                                     |                                           |
| 2016 | Томас і друзі: Великі перегони                        | Маріон                                    | Голос (Велика Британія/США)               |
| 2018 | Фаворитка                                             | Анна Стюарт                               |                                           |
| 2020 | Батько                                                | Анна                                      |                                           |
| 2021 | Незнайома дочка                                       | Леда                                      |                                           |
| 2021 | Котячі світи Луїса Вейна                              | оповідачка                                | голос                                     |
| 2021 | Щось не так з Роном                                   | Донка Пудовскі                            |                                           |
| 2022 | Імперія світла                                        | Хіларі Смол                               |                                           |
| 2022 | Кіт у чоботях 2: Останнє бажання                      | мама ведмедиха                            | голос                                     |
| 2023 | Вонка                                                 |                                           |                                           |
| 2023 | Мерзенні посланнячка                                  | Едіт Свон                                 |                                           |

### Телебачення
| Рік          | Серіал                                                 | Роль                         | Примітки                                     |
| ------------ | ------------------------------------------------------ | ---------------------------- | -------------------------------------------- |
| 2000         | Bruiser                                                | Різні персонажі              | 6 серій                                      |
| 2001         | The Mitchell and Webb Situation                        | Різні персонажі              | 5 серій                                      |
| 2001         | People Like Us                                         | Безіменний персонаж          | Серія 2.1: «Вікарій»                         |
| 2001         | Mr Charity                                             | Нервова мама                 | Серія 1.5: «Приємно нагодувати вас»          |
| 2001         | Comedy Lab                                             | Лінда                        |                                              |
| 2002         | Rescue Me                                              | Пола                         | Серія 1.4                                    |
| 2002         | Holby City                                             | Кім Пребл                    | Серія 4.45: «Нові серця, старий рахунок»     |
| 2002         | Офіс                                                   | Гелена                       | Серія 2.6                                    |
| 2003         | Gash                                                   | Різні персонажі              | 3 серії                                      |
| 2003         | Eyes Down                                              | Менді Фостер                 | Серія 1.3: «Зорі в їхніх очах»               |
| 2003         | The Strategic Humor Initiative                         | Різні персонажі              |                                              |
| 2003–2015    | Піп Шоу                                                | Софі Чепмен                  | 32 серії                                     |
| 2004         | Книгарня Блека                                         | Таня                         | Серія 3.2: «Слони та Курки»                  |
| 2004         | Swiss Toni                                             | Лінда Бірон                  | Серія 2.1                                    |
| 2004         | NY-LON                                                 | Люсі                         | Серія 1.5: «Дещо про сім'ю»                  |
| 2004         | Coming Up                                              | Працівниця приймальні        | Серія 2.1                                    |
| 2004–2006    | Green Wing                                             | Гаріет Шуленберг             | 18 серій                                     |
| 2005         | Angell's Hell                                          | Белінда                      |                                              |
| 2005         | Look Around You                                        | Пем                          | 6 серій                                      |
| 2005         | Help                                                   | Безіменний персонаж          | Серія 1.6                                    |
| 2005         | The Robinsons                                          | Конні                        | Серія 1.3                                    |
| 2005         | Murder in Suburbia                                     | Еллі                         | Серія 2.6: «Золоті старенькі»                |
| 2005         | ShakespeaRe-Told                                       | Урсула                       | Серія 1.1 «Багато галасу з нічого»           |
| 2006–2008    | That Mitchell and Webb Look                            | Різні персонажі              | 13 серій                                     |
| 2007         | The Grey Man                                           | Лінда Додс                   |                                              |
| 2007         | The Time of Your Life                                  | Аманда                       | 6 серій                                      |
| 2008         | Love Soup                                              | Пенні                        | Серія 2.2: «Інтегрована логістика»           |
| 2008         | Hancock and Joan                                       | Маріон                       |                                              |
| 2008         | Consuming Passion                                      | Джанет/Медсестра Віолета Кіс |                                              |
| 2008–2009    | Beautiful People                                       | Деббі Дунен                  | 12 серія                                     |
| 2009         | Скінс                                                  | Джина Кемпбел                | Серія 3.6: «Наомі»                           |
| 2009         | Убивства в Мідсомері                                   | Берніс                       | Серія 12.5: «Маленькі прощення»              |
| 2009         | Mister Eleven                                          | Бет                          | 2 серії                                      |
| 2010         | Доктор Хто                                             | Мама / В'язень Нуль          | Серія 5.1: «Одинадцята година»               |
| 2010–2014    | Rev                                                    | Алекс Смолбоун               | 19 серій                                     |
| 2011         | Вигнання                                               | Ненсі Ронштадт               | 3 серії                                      |
| 2011–2012    | Twenty Twelve                                          | Саллі Оуен                   | 8 серій                                      |
| 2012         | Accused                                                | Сью                          | Серія 2.2: «Історія Мо»                      |
| 2012         | Bad Sugar                                              | Джоан Колдуел                |                                              |
| 2013–дотепер | Бродчерч                                               | Детектив Еллі Міллер         |                                              |
| 2013         | The Suspicions of Mr Whicher: The Murder In Angel Lane | Сьюзен Спенсер               |                                              |
| 2013         | Run                                                    | Керол                        |                                              |
| 2013         | The Thirteenth Tale                                    | Маргарет Лі                  |                                              |
| 2013         | The Five(ish) Doctors Reboot                           | У ролі самої себе            |                                              |
| 2014         | Big Ballet                                             | Оповідач                     |                                              |
| 2014         | The 7.39                                               | Меґґі Метьюз                 |                                              |
| 2014         | W1A                                                    | Саллі Оуен (камео)           |                                              |
| 2014         | The Secrets                                            | Піппа                        | Серія 1: Дилема                              |
| 2014         | Mr. Sloane                                             | Джанет                       |                                              |
| 2014         | This is Jinsy                                          | Джоан                        | Серія 2.8: Золотий Воґл                      |
| 2014–дотепер | Thomas & Friends                                       | Маріон                       | Періодична роль; Голос (Велика Британія/США) |
| 2016         | Нічний адміністратор                                   | Анджела Бур                  | 6 серій, Мінісеріал                          |
| 2016         | Our Queen at Ninety                                    | Оповідач                     |                                              |
| 2016         | The Story of Cats                                      | Оповідач                     | ITV серіал                                   |
| 2016         | Квіти                                                  | Дебора                       | Серіал каналу Channel 4                      |
| 2016         | Погань                                                 | Хрещена                      |                                              |
| 2017         | Небезпечні мандри                                      | Полуничка                    | Голос, Мінісеріал                            |
| 2019-2020    | Корона                                                 | Королева Єлизавета II        | Сезони 3-4                                   |
| 2021         | Садівники                                              | С'юзен Едвардс               | Мінісеріал                                   |
| 2022 — нині  | Коли завмирає серце                                    | Сара Нельсон                 |                                              |
| 2023         | Таємне вторгнення                                      |                              | Мінісеріал                                   |

## Нагороди та номінації
| Нагорода                               | Рік                                | Категорія                                                                | Робота               | Результат |
| -------------------------------------- | ---------------------------------- | ------------------------------------------------------------------------ | -------------------- | --------- |
| Оскар                                  | 2019                               | Найкраща жіноча роль                                                     | Фаворитка            | Перемога  |
| Оскар                                  | 2021                               | Найкраща жіноча роль другого плану                                       | Батько               | Номінація |
| Оскар                                  | 2022                               | Найкраща жіноча роль                                                     | Незнайома дочка      | Номінація |
| BAFTA Film Awards                      | 2018                               | Найкраща жіноча роль                                                     | Фаворитка            | Перемога  |
| BAFTA TV Awards                        |                                    |                                                                          |                      |           |
| 2012                                   | Найкраща жіноча роль у комедії     | Двадцять дванадцять                                                      | Номінація            |           |
| 2013                                   | Найкраща жіноча роль у комедії     | Двадцять дванадцять                                                      | Перемога             |           |
| 2013                                   | Найкраща жіноча роль другого плану | Обвинувачувані                                                           | Перемога             |           |
| 2014                                   | Найкраща жіноча роль               | Убивство на пляжі                                                        | Перемога             |           |
| 2015                                   | Найкраща жіноча роль у комедії     | Rev.                                                                     | Номінація            |           |
| 2017                                   | Найкраща жіноча роль у комедії     | Погань                                                                   | Номінація            |           |
| 2022                                   | Найкращий мінісеріал               | Садівники                                                                | Номінація            |           |
| Золотий глобус                         | 2017                               | Найкраща жіноча роль другого плану в серіалі, мінісеріалі або телефільмі | Нічний адміністратор | Перемога  |
| Золотий глобус                         | 2019                               | Найкраща жіноча роль — комедія або мюзикл                                | Фаворитка            | Перемога  |
| Золотий глобус                         | 2020                               | Найкраща жіноча роль у телесеріалі — драма                               | Корона               | Перемога  |
| Золотий глобус                         | 2021                               | Найкраща жіноча роль у телесеріалі — драма                               | Корона               | Номінація |
| Золотий глобус                         | 2021                               | Найкраща жіноча роль другого плану                                       | Батько               | Номінація |
| Золотий глобус                         | 2022                               | Найкраща жіноча роль — драма                                             | Незнайома дочка      | Номінація |
| Золотий глобус                         | 2023                               | Найкраща жіноча роль — драма                                             | Імперія світла       | Номінація |
| Прайм-тайм премія «Еммі»               | 2016                               | Найкраща жіноча роль другого плану в мінісеріалі або телефільмі          | Нічний адміністратор | Номінація |
| Прайм-тайм премія «Еммі»               | 2019                               | Найкраща жіноча роль другого плану в комедійному телесеріалі             | Погань               | Номінація |
| Прайм-тайм премія «Еммі»               | 2020                               | Найкраща жіноча роль у драматичному телесеріалі                          | Корона               | Номінація |
| Прайм-тайм премія «Еммі»               | 2021                               | Найкраща жіноча роль у драматичному телесеріалі                          | Корона               | Перемога  |
| Міжнародна премія «Еммі»               | 2014                               | Найкраща жіноча роль                                                     | Убивство на пляжі    | Номінація |
| Премія Гільдії кіноакторів США         | 2019                               | Найкраща жіноча роль                                                     | Фаворитка            | Номінація |
| Премія Гільдії кіноакторів США         | 2020                               | Найкращий акторський склад у комедійному серіалі                         | Погань               | Номінація |
| Премія Гільдії кіноакторів США         | 2020                               | Найкраща жіноча роль у драматичному серіалі                              | Корона               | Номінація |
| Премія Гільдії кіноакторів США         | 2020                               | Найкращий акторський склад у драматичному серіалі                        | Корона               | Перемога  |
| Премія Гільдії кіноакторів США         | 2021                               | Найкраща жіноча роль у драматичному серіалі                              | Корона               | Номінація |
| Премія Гільдії кіноакторів США         | 2021                               | Найкращий акторський склад у драматичному серіалі                        | Корона               | Перемога  |
| Премія Гільдії кіноакторів США         | 2021                               | Найкраща жіноча роль другого плану                                       | Батько               | Номінація |
| Премія Гільдії кіноакторів США         | 2022                               | Найкраща жіноча роль                                                     | Незнайома дочка      | Номінація |
| Венеційський міжнародний кінофестиваль | 2018                               | Кубок Вольпі за найкращу жіночу роль                                     | Фаворитка            | Перемога  |
| Європейський кіноприз                  | 2019                               | Найкраща акторка                                                         | Фаворитка            | Перемога  |
| AACTA                                  | 2019                               | Найкраща жіноча роль                                                     | Фаворитка            | Перемога  |
| AACTA                                  | 2021                               | Найкраща жіноча роль другого плану                                       | Батько               | Перемога  |